# Ocean Dream
L’Ocean Dream est un navire de croisière construit en 1980 aux chantiers navals Aalborg Værft A/S d’Aalborg pour la compagnie AVL Marine. Lancé le 31 octobre 1980 et livré à son propriétaire le 4 décembre 1981, il est affrété par Carnival Cruise Lines pour 10 ans et mis en service sous le nom de Tropicale, puis acheté par cette même compagnie en 1991. Vendu en février 2001 à Costa Croisières, il est renommé Costa Tropicale et rénové à Gênes. En décembre 2005, il est acheté par P & O Cruises Australia et devient le Pacific Star, puis est vendu à Pullmantur Cruises en avril 2008 et est renommé Ocean Dream. Depuis avril 2012, il navigue pour Peace Boat.

## Histoire
L’Ocean Dream est un navire de croisière construit en 1980 aux chantiers navals Aalborg Værft A/S d’Aalborg pour la compagnie AVL Marine. Il est lancé le 31 octobre 1980 et livré à son propriétaire le 4 décembre 1981.
Il est alors affrété par Carnival Cruise Lines pour 10 ans et est mis en service sous le nom de Tropicale le 16 janvier 1982 dans les Caraïbes, puis sur la Côte Ouest américaine vers l’Alaska. En 1991, il est acheté par cette même compagnie. Au début de l’année 2000, il passe sous pavillon panaméen.
En février 2001, il est vendu à Costa Croisières qui le renomme Costa Tropicale et le fait rénover par les chantiers T Mariotti de Gênes, puis l’utilise sur des croisières de 7 jours en Méditerranée.
En décembre 2005, il est acheté par P & O Cruises Australia et devient le Pacific Star. En mai 2007, il passe sous pavillon maltais.
En avril 2008, il est vendu à la compagnie Pullmantur Cruises qui le renomme Ocean Dream. En juin 2009, le navire est placé en quarantaine au large de l’île de Margarita à cause d’une épidémie de grippe A à bord.
En janvier 2012, il est vendu à Peace Boat et prend du service pour cette compagnie en avril 2012.

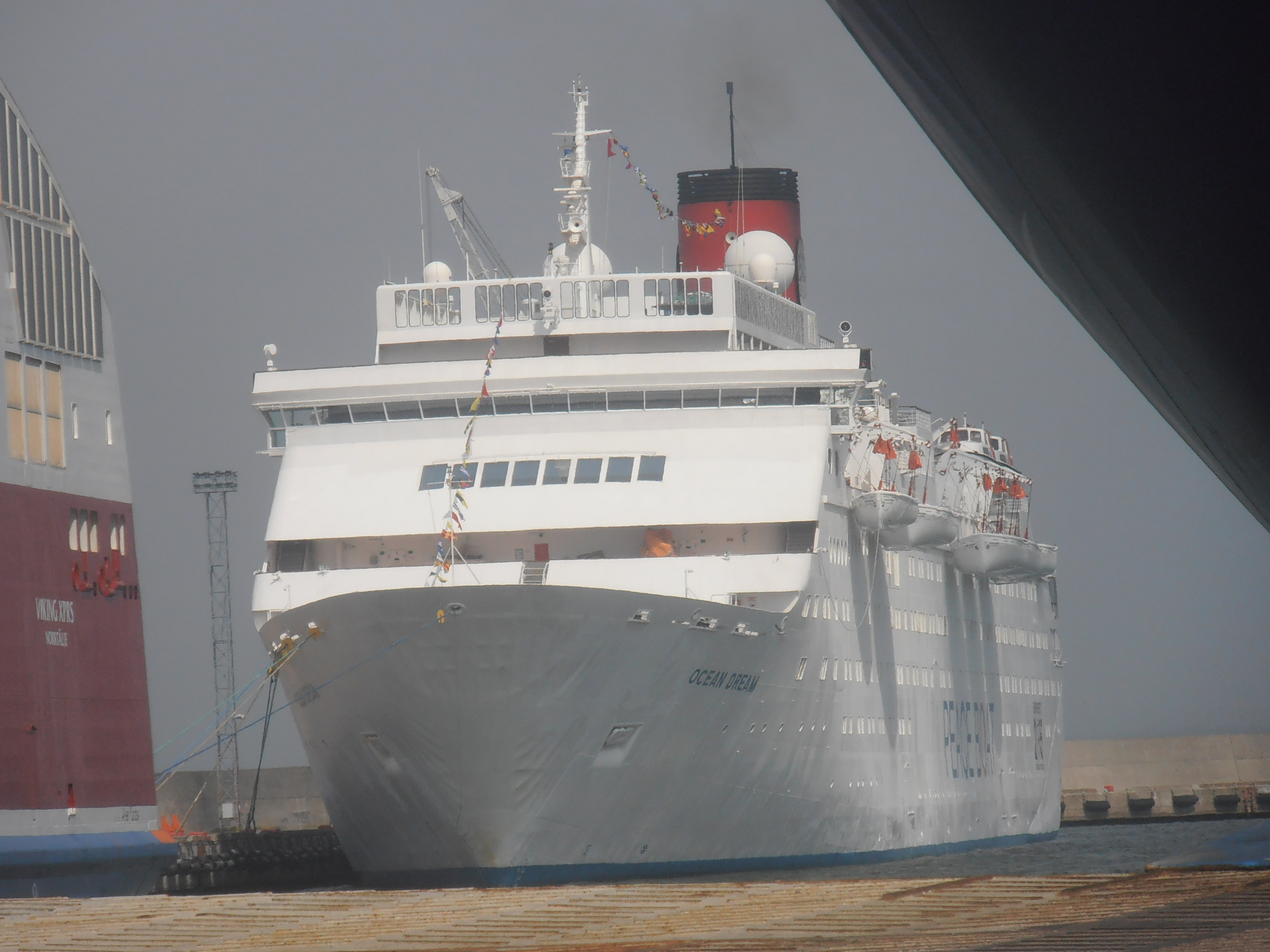
L’Ocean Dream à Tallin en mai 2013, aux couleurs de Peace Boat.